# Jake und die Nimmerland Piraten
Jake und die Nimmerland Piraten (Originaltitel: Jake and the Never Land Pirates) ist eine US-amerikanische Zeichentrickserie aus dem Jahr 2011. Sie ist ein Ableger zu dem 1953 produzierten Disney-Film Peter Pan. Seit der 100. Folge lautet der Titel Käpt'n Jake und die Nimmerland Piraten. 

## Inhalt
Jake und seine Freunde Izzy, Cubby und der Papagei Skully leben auf einer Insel nahe bei Nimmerland. Die Kinder sind dem berüchtigten Captain Hook ein Dorn im Auge und er versucht alles, um ihnen das Leben so schwer wie möglich zu machen, wie etwa ihre Sachen zu stehlen. Um ein Abenteuer abzuschließen, müssen Jake und seine Freunde in jeder Episode drei Aufgaben lösen, nach deren Erfüllung sie Golddublonen bekommen, die sie am Ende in ihre Teamschatztruhe legen.

## Hauptfiguren
Jake
Jake ist die Hauptfigur und der Kapitän der Nimmerland-Piraten. Er spricht häufig zu den Zuschauern und fordert sie auf, bei den Aufgaben zu helfen. Er hat ein Schwert, das er von Peter Pan bekommen hat.
Izzy
Sie ist ein Mitglied der Nimmerland-Piraten und immer gut gelaunt. Um ihren Hals trägt sie einen Beutel mit Feenglanz, damit sie im Notfall fliegen können.
Cubby
Cubby ist der kleinste und auch ängstlichste der Nimmerland-Piraten. In Notzeiten können seine Freunde sich jedoch immer auf ihn verlassen. Er hat eine Karte von Nimmerland, die immer den richtigen Weg zeigt.
Skully
Dieser Papagei dient den Nimmerland-Piraten als Kundschafter aus der Luft oder als Ausguck.
Marina
Marina ist eine kleine Meerjungfrau, die in der Bucht von Nimmerland lebt. Sie hat einen kleinen Seestern als Haustier.
Captain Hook
Hook ist arrogant, selbstverliebt und rechthaberisch. Er versucht stets, Gegenstände der Nimmerland-Piraten zu zerstören oder zu stehlen, steht am Ende aber doch als Verlierer da.
Mr. Smee
Der erste Maat auf der Jolly Roger ist ein herzensguter Mann, der die Kinder im Grunde leiden kann. Dennoch ist er seinem Kapitän treu ergeben, egal wie schlecht er auch von ihm behandelt wird.
Sharky und Bones
Sind Mitglieder von Captain Hooks Piratencrew. Sie singen und musizieren gerne. Am Ende jeder Folge singen sie (als reale Menschen) ein Piratenlied.
Krokodil
In der Nähe von Hook ist meist auch das Krokodil. Taucht es auf oder macht nur durch das Ticken der von ihm verschluckten Uhr auf sich aufmerksam, bekommt der Pirat Panik.

## Produktion und Veröffentlichung
Die Serie wurde 2011 von Walt Disney Television Animation unter der Regie von Kelly Ward und Howy Parkins produziert, das Konzept stammt von Bobs Gannaway. Die Musik komponierten Kevin Hendrickson und Loren Hoskins. Seit dem 14. Februar 2011 wird die bisher 27 Folgen umfassende Serie bei Disney Junior in den USA ausgestrahlt. 

## Synchronisation
Die deutsche Synchronisation entsteht unter der Dialogregie von Frank Schröder durch die Synchronfirma FFS Film- & Fernseh-Synchron GmbH und SDI Media GmbH. Die deutschsprachigen Liedtexte stammen von Michael Ernst, Vince Bahrdt und Friedemann Benner.
| Figur           | Originalsprecher                | Deutscher Sprecher         |
| --------------- | ------------------------------- | -------------------------- |
| Jake            | Colin Ford Cameron Boyce        | Paul-Lino Krenz Philip Süß |
| Izzy            | Madison Pettis                  | Berfin-Rana Caska          |
| Cubby           | Jonathan Morgan Heit            | Ben Hadad                  |
| Skully          | David Arquette, Loren Hoskins   | Michael Pan                |
| Marina          | Ariel Winter                    | Kristina Tietz             |
| Captain Hook    | Corey Burton                    | Lutz Riedel                |
| Mr. Smee        | Jeff Bennett                    | Wolfgang Ziffer            |
| Bones / Kevin   | Jeff Bennett, Kevin Hendrickson | Vince Bahrdt               |
| Skipper / Loren | Jeff Bennett, Loren Hoskins     | Patrick Bach               |

Anmerkungen
1. ↑  Staffel 1
2. ↑  seit Staffel 2
3. ↑  Staffel 1
4. ↑  seit Staffel 2
5. ↑  Nur Gesang
6. 1 2  Gesang und Darsteller-Szene am Ende jeder englischsprachigen Folge
7. 1 2  Treten am Ende mancher deutschsprachiger Folgen in Darsteller-Szenen auf